# Jennifer Dodds
Jennifer Dodds (Edimburgo, 1 de octubre de 1991) es una deportista británica que compite por Escocia en curling.
Participó en los Juegos Olímpicos de Pekín 2022, obteniendo una medalla de oro en la prueba femenina.
Ganó dos medallas en el Campeonato Mundial de Curling Mixto Doble, en los años 2021 y 2025, y tres medallas en el Campeonato Europeo de Curling, entre los años 2019 y 2024.

## Palmarés internacional
| Representando al Reino Unido   |                        |                   |             |
| Juegos Olímpicos               |                        |                   |             |
| Año                            | Lugar                  | Medalla           | Prueba      |
| 2022                           | Pekín (China)          | Medalla de oro    | Equipo      |
| Representando a Escocia        |                        |                   |             |
| Campeonato Mundial Mixto Doble |                        |                   |             |
| Año                            | Lugar                  | Medalla           | Prueba      |
| 2021                           | Aberdeen (Reino Unido) | Medalla de oro    | Mixto doble |
| 2025                           | Fredericton (Canadá)   | Medalla de plata  | Mixto doble |
| Campeonato Europeo             |                        |                   |             |
| Año                            | Lugar                  | Medalla           | Prueba      |
| 2019                           | Helsingborg (Suecia)   | Medalla de plata  | Equipo      |
| 2021                           | Lillehammer (Noruega)  | Medalla de oro    | Equipo      |
| 2024                           | Lohja (Finlandia)      | Medalla de bronce | Equipo      |